# Comuna Kudreașivka, Kreminna
Kudreașivka (în ucraineană Кудряшівка) este o comună în raionul Kreminna, regiunea Luhansk, Ucraina, formată din satele Industrialne și Kudreașivka (reședința).

## Demografie
Componența lingvistică a comunei Kudreașivka
     Ucraineană (74,73%)
     Rusă (24,25%)
     Alte limbi (0,07%)
Conform recensământului din 2001, majoritatea populației comunei Kudreașivka era vorbitoare de ucraineană (74,73%), existând în minoritate și vorbitori de rusă (24,25%).